# Коаліційний уряд
Коаліційний уряд — уряд при багатопартійній парламентській системі управління, утворений кількома політичними партіями.

## Формування коаліційного уряду
Найчастіше створюється для отримання абсолютної більшості в парламенті. Політичні коаліції можуть створюватися також у період надзвичайних обставин (економічних чи зовнішньополітичних, таких, як війна) для більшої координації управління, наприклад, в сучасній Північній Ірландії.
Коаліційний уряд також може включати в себе всі партії, представлені в парламенті (уряд національної єдності) або найбільші політичні сили (велика коаліція).
Коаліції більше поширені в країнах з пропорційною системою голосування, що дає більше місць у парламенті дрібним партіям, ніж мажоритарна система.
Коаліційні кабінети найпоширеніші в країнах Скандинавії та Бенілюксу, в Німеччині, Ізраїлю, Італії. Крім того, Федеральна рада Швейцарії складається з представників основних політичних сил.
Коаліції, що складаються з небагатьох партій, серед європейських країн найпоширеніші в Ірландії та Німеччини, де традиційно блок ХДС/ХСС утворює коаліцію з ВДП (правлячу з 2009), а СДПН з ВДП або «Зеленими» (хоча в 1966-1969 та 2005-2009 діяла велика коаліція ХДС і СДПН).
У той же час в Бельгії, де одночасно діють політичні партії Фламандської і Валлонської спільнот, коаліція утворюється основними політичними партіями обох регіонів. Також основні політичні сили традиційно представлені в урядах Нідерландів та Фінляндії. В Ізраїлі традиційна формується коаліція між основними партіями Лікуд, Кадіма або Авода та з дрібними політичними силами. В Індії нині правлячий Об'єднаний прогресивний альянс, очолюваний ІНК, складається з 13 політичних партій.
У свою чергу в країнах Вестмінстерської системи коаліційні уряду, через переважно двопартійну систему, поширені слабо, хоча в Австралії на федеральному рівні постійно діє коаліція Ліберальної та Національної партій. Так, у Великій Британії коаліційні уряди діяли з 1915 по 1922 (в період Першої світової війни) і в 1931-1945 (в період Великої депресії та Другої світової війни), в той час як в інший час утворювалися тимчасові уряди меншості. Тільки в 2010 році у Великій Британії, вперше за післявоєнний період, було знову утворено коаліційний уряд. В Канаді та Новій Зеландії, партія уряду меншості традиційно формує найбільшу коаліцію за кількістю місць в парламенті, за рахунок парламентської підтримки дружніх політичних сил.